# Christian Rasmussen
Hans Christian Rhod Rasmussen (Copenaghen, 29 giugno 2000) è un pilota automobilistico danese, nella sua giovane carriera ha già vinto tre campionati, l'U.S. F2000 National nel 2020, la Indy Pro 2000 nel 2021 e l'Indy NXT nel 2023.
Nel 2024 ha vinto la 24 Ore di Daytona nella classe LMP2.

## Carriera

### Formula 4
Dopo buoni risultati in kart come il terzo posto nel campionato danese, nel 2016 Rasmussen esordisce in monoposto, correndo per il team Frederichsen Sport nella Formula Ford danese. Dimostra subito di essere molto veloce, conquista 15 podi tra cui cinque vittorie e chiude secondo in classifica dietro a Daniel Lundgaard. L'anno successivo passa al team corse di Jan Magnussen per competere nella Formula 4 danese, conquista due vittorie e chiude terzo in classifica dietro a Frederik Vesti. Nel 2018 si sposta negli Stati Uniti per partecipare al campionato Formula 4 nazionale con il team Jay Howard Driver Development. Conquista altre due vittorie ma non cambia il risultato finale, chiude ancora terzo in classifica.

### Road to Indy
Nel 2019 Rasmussen rimane con il team Jay Howard Driver Development per correre nel campionato U.S. F2000 National. Dopo una prima parte difficile il pilota danese riesce a conquistare diversi podi, tra cui anche tre vittorie, chiudendo terzo in classifica. Nel 2020 si pone l'obbiettivo di vincere il campionato: il danese conquista la vittoria nelle prime sei gare, per poi nel resto della stagione arrivare a nove vittorie complessive e laurearsi campione davanti a Eduardo Barrichello, figlio dell'ex pilota di Formula 1 Rubens Barrichello.
Nel 2021 sale di categoria, passando al campionato Indy Pro 2000 sempre con il team Jay Howard Driver Development. Conquista 5 vittorie e altri 5 podi, riuscendo così a laurearsi campione. 
Nel dicembre del 2021, dopo aver completato diversi test, Rasmussen vede ufficializzato il suo passaggio dal 2022 al campionato Indy Lights con il team Andretti Autosport. Nella prima parte della stagione ottiene due secondi posti, il primo ad Indianapolis e il secondo sull'Iowa Speedway. Nella gara di Road America ottiene la sua prima vittoria nella categoria, battendo Sting Ray Robb. La sua seconda vittoria arriva nell'ultima gara stagionale sul Circuito di Laguna Seca. Rasmussen chiude la sua prima stagione al sesto posto, secondo tra i Rookie dietro a Hunter McElrea.
Nel 2023 la serie viene rinominata Indy NXT, Rasmussen lascia Andretti per passare al team HMD Motorsports. Il pilota danese ottiene la vittoria nel secondo round di Barber davanti a Nolan Siegel. Dopo altri buoni risultati, tra cui due podi, ottiene due vittorie di seguito, la prima a Iowa e la seconda a Nashville. La quarta vittoria stagionale arriva al World Wide Technology Raceway dove batte il britannico Louis Foster. Nell'ultimo round stagionale a Laguna Seca ottiene la vittoria davanti a Hunter McElrea laureandosi campione nella serie.

### Endurance
A fine 2022 con il team Era Motorsport partecipa alla Petit Le Mans, round conclusivo del Campionato IMSA WeatherTech SportsCar, ottenendo il quinto posto nella classe LMP2. L'anno seguente partecipa per la prima volta alla 24 Ore di Daytona; il danese scende in pista con l'Oreca 07 LMP2 sempre del team Era Motorsport, insieme a Ryan Dalzie, Oliver Jarvis e Dwight Merriman. Nello stesso anno partecipa anche ad altri tre round della serie, conquistando il terzo posto nella 12 Ore di Sebring e il secondo posto nella 6 Ore di Watkins Glen.
Nel 2024 sempre con il team Era Motorsport riesce a vincere la 24 Ore di Daytona nella classe LMP2.

### IndyCar
Dopo aver vinto l'Indy NXT, Rasmussen viene ingaggiato dal team Ed Carpenter Racing nella serie IndyCar. Per la stagione 2025 viene confermato dal team insieme ad Alexander Rossi. 

## Risultati

### Riassunto della carriera
| Stagione | Serie                  | Team                          | Gare | Vittorie | Pole | GPV | Podi | Punti | Pos. |
| -------- | ---------------------- | ----------------------------- | ---- | -------- | ---- | --- | ---- | ----- | ---- |
| 2016     | Formula Ford danese    | Frederichsen Sport            | 20   | 5        | 0    | 4   | 15   | 332   | 2°   |
| 2017     | Formula 4 danese       | Magnussen Racing Experience   | 21   | 2        | 1    | 3   | 12   | 292   | 3°   |
| 2018     | Formula 4 statunitense | Jay Howard Driver Development | 17   | 5        | 1    | 4   | 8    | 196   | 3°   |
| 2019     | U.S. F2000 National    | Jay Howard Driver Development | 15   | 3        | 1    | 4   | 7    | 282   | 3°   |
| 2020     | U.S. F2000 National    | Jay Howard Driver Development | 17   | 9        | 8    | 7   | 10   | 394   | 1°   |
| 2021     | Indy Pro 2000          | Jay Howard Driver Development | 18   | 7        | 2    | 8   | 12   | 445   | 1°   |
| 2022     | Indy Lights            | Andretti Autosport            | 14   | 2        | 1    | 2   | 5    | 440   | 6°   |
| 2022     | Campionato IMSA - LMP2 | Era Motorsport                | 1    | 0        | 0    | 0   | 0    | 285   | 19°  |
| 2023     | Indy NXT               | HMD con Dale Coyne Racing     | 14   | 5        | 3    | 6   | 8    | 539   | 1°   |
| 2023     | Campionato IMSA - LMP2 | Era Motorsport                | 4    | 0        | 0    | 1   | 2    | 926   | 11º  |

### Risultati Indy Lights / Indy NXT
| Anno | Team                      | 1        | 2      | 3      | 4     | 5      | 6      | 7       | 8      | 9      | 10    | 11      | 12    | 13    | 14      | Punti | Pos. |
| ---- | ------------------------- | -------- | ------ | ------ | ----- | ------ | ------ | ------- | ------ | ------ | ----- | ------- | ----- | ----- | ------- | ----- | ---- |
| 2022 | Andretti Autosport        | STP 12L* | ALA 11 | IMS 4L | IMS 2 | DET 13 | DET 13 | ROA 1L* | MOH 4  | IOW 2  | NSH 5 | GAT 12  | POR 7 | LAG 2 | LAG 1   | 440   | 6°   |
| 2023 | HMD con Dale Coyne Racing | STP 4    | ALA 1L | IMS 5  | DET 9 | DET 2  | ROA 19 | MOH 3L  | IOW 1L | NAS 1L | IMS 6 | GAT 11L | POR 5 | LAG 2 | LAG 1L* | 539   | 1°   |

### Risultati nel campionato IMSA
| Anno | Team           | Classe | Auto            | 1     | 2     | 3   | 4     | 5    | 6   | 7     | Pos. | Punti |
| ---- | -------------- | ------ | --------------- | ----- | ----- | --- | ----- | ---- | --- | ----- | ---- | ----- |
| 2022 | Era Motorsport | LMP2   | Oreca 07-Gibson | DAY   | SEB   | LGA | HDO   | WGI  | ROA | PET 5 | 285  | 19°   |
| 2023 | Era Motorsport | LMP2   | Oreca 07-Gibson | DAY 9 | SEB 3 | LGA | WGI 2 | ROA  | IMS | PET 5 | 926  | 11º   |
| 2024 | Era Motorsport | LMP2   | Oreca 07-Gibson | DAY 1 | SEB   | WGL | MOS   | ALCE | IMS | PET   | *    |       |

### Risultati IndyCar Series
| Anno | Squadra             | Telaio       | Motore    | 1      | 2      | 3      | 4      | 5       | 6      | 7      | 8      | 9     | 10  | 11  | 12     | 13  | 14     | 15     | 16     | 17     | Punti | Pos. |
| ---- | ------------------- | ------------ | --------- | ------ | ------ | ------ | ------ | ------- | ------ | ------ | ------ | ----- | --- | --- | ------ | --- | ------ | ------ | ------ | ------ | ----- | ---- |
| 2024 | Ed Carpenter Racing | Dallara DW12 | Chevrolet | STP 19 | LBH 27 | ALA 24 | IMS 20 | INDY 12 | DET 27 | ROA 20 | LAG 13 | MDO 9 | IOW | IOW | TOR 27 | GAT | POR 26 | MIL 11 | MIL 16 | NSH 14 | 163   | 22º  |
| 2025 | Ed Carpenter Racing | Dallara DW12 | Chevrolet | STP 15 | THE 12 | LBH 23 | ALA 15 | IMS 19  | INDY 8 | DET    | GAT    | ROA   | MDO | IOW | IOW    | TOR | LAG    | POR    | MIL    | NSH    | 91*   |      |

* Stagione in corso.